# 아사노 나쓰미
아사노 나쓰미(일본어: 浅野 菜摘, 1997년 4월 14일 ~ )는 일본의 여자 축구 선수이다.

## 구단 경력
2016년, AS 엘펜 사이타마에 입단하였다.

## 국가대표팀 경력
그녀는 2014년 FIFA U-17 여자 월드컵에 참가할 일본 U-17 국가대표팀에 발탁되었으며, 1경기에 출전, 우승. 2016년 FIFA U-20 여자 월드컵에 참가할 일본 U-20 국가대표팀에도 발탁되었다.
2022년 아시안 게임에 참가할 일본 국가대표 B팀에 발탁되었으며, 6경기에 출전, 일본이 우승을 달성하는데 크게 기여하였다.
그녀는 2025년 EAFF E-1 풋볼 챔피언십에 참가할 일본 국가대표팀에 발탁되었으며, 7월 9일 중화 타이베이와의 경기에서 데뷔했다.